# ارکیده عنکبوتی جنوآیی
ارکیده عنکبوتی جنوآیی (نام علمی: Caladenia ancylosa) نام یک گونه از سرده ارکیده‌های عنکبوتی است.